# イジュンベ闘牛場
イジュンべ闘牛場（Plaza de Toros de Illumbe）は、スペイン・バスク州ギプスコア県サン・セバスティアンにある多目的アリーナ。ドノスティア・アレーナ2016（Donostia Arena 2016）やサン・セバスティアン・アレーナ2016（San Sebastián Arena 2016）という別名を持つ。

## 歴史
1998年に開場した。10,241人を収容する。闘牛場としても使用することができ、またコンサート会場などに使用されることもある。スペインにおける闘牛場としての格付けは第一級。男子バスケットボールチームのサン・セバスティアン・ギプスコアBCがホームアリーナとして使用している。